# Loch Skeen
Loch Skeen är en sjö i Storbritannien.   Den ligger i riksdelen Skottland, i den centrala delen av landet, 500 km nordväst om huvudstaden London. Loch Skeen ligger 648 meter över havet.  Trakten runt Loch Skeen består i huvudsak av gräsmarker.